# Владимир Жириновски
Владимир Волфович Жириновски (на руски: Влади́мир Во́льфович Жирино́вский, 25 април 1946 г. – 6 април 2022 г. като Владимир Волфович Еделщайн) е руски политик, полковник от Руската армия.

## Биография

### Произход
Владимир Жириновски е роден в Алма Ата, бившата столица на тогавашната Казахска ССР (днешна Република Казахстан).
Баща му Волф Еделщайн е евреин, роден през 1907 г. в гр. Костопол, Ровненска област, Украйна. След като силите на Оста окупират Ровненска област, родителите и сестра му са разстреляни, а той и по-малкият му брат Аарон са евакуирани в Алма Ата. Там той се запознава с майка му Александра Павловна Жириновская, рускиня по произход. След войната Волф и брат му, тъй като са с полски паспорти (до 1939 г. Ровненска област е била в пределите на Полша), са принудени по заповед на Сталин да се върнат в Полша. Няколко пъти е била отказвана виза на баща му за СССР, поради което е принуден да живее далеч от семейството си и изгубва връзка с тях, заминавайки за Израел.

## В политиката
Той е основател и лидер на Либерално-демократическата партия на Русия, заместник-председател на Държавната дума, член на Парламентарната асамблея на Съвета на Европа, 6 пъти участник в президентски избори. Считан за популист и политически ветеран.
Въпреки нейното име създадената от него Либерално-демократическа партия на Русия е смятана за ултра-националистическа партия.

### Позиция спрямо България
Спрямо България, през 2014 г. Жириновски заявява: 
| „ | Те (българите) трябва да ни пълзят в краката, а вместо това и в Първата, и във Втората световна война бяха против нас, а днес са в НАТО. | “ |

## Обвинения в сексуален тормоз
През 2018 г. руският журналист Ренат Давлетгилдеев обвинява Жириновски в сексуално посегателство. Той заявява, че през 2006 г. Жириновски му е правил сексуални намеци и го е опипвал по време на интервю.

## Смърт
На 2 септември 2020 г. Жириновски се ваксинира срещу коронавирус, като става доброволен участник в следрегистрационните клинични изпитвания на ваксината СпутникV и три седмици по-късно си слага втората си доза, без странични ефекти. Няколко месеца по-късно нивото на антителата намалява и през декември 2020 г. той поставя друга инжекция Спутник Light, след което се ваксинира с ваксина със спрей за нос, също от Спутник V. В края на лятото на 2021 г. той е ваксиниран с две дози от ваксината CoviVac 55. През декември 2021 г. той направя седмата и осмата ковид ваксинация с CoviVacom. На 9 февруари 2022 г. медиите съобщават, че на 2 февруари 2022 г. Жириновски е хоспитализиран в Централната клинична болница с двустранна пневмония, която се е развила на фона на щама „ омикрон “ на коронавируса; засягането на белите дробове е 50 – 75%. От вечерта на 9 февруари Жириновски е свързан към апарат за вентилация; в края на февруари той е поставен в медикаментозно индуцирана кома.
На 25 март 2022 г. редица медии, позовавайки се на сенатор Пронюшкин, погрешно съобщават за смъртта на Жириновски, което е последвано от опровержения от председателя на Държавната дума Вячеслав Володин и пресслужбата на Министерството на здравеопазването на Руската федерация.
На 6 април 2022 г. председателят на Държавната дума Вячеслав Володин официално потвърждава смъртта на политика, заявявайки, че Владимир Волфович е починал в болницата на 75-годишна възраст „след тежко и продължително боледуване“.